# Opiętek karłowaty
Opiętek karłowaty (Agrilus obscuricollis) – gatunek chrząszcza z rodziny bogatkowatych i podrodziny Agrilinae.

## Taksonomia
Gatunek ten opisany został po raz pierwszy w 1857 roku przez Ernsta Hellmutha von Kiesenwettera.

## Morfologia
Chrząszcz o mocno wydłużonym ciele długości od 3,5 do 5 mm. Ubarwienie ma ciemnobrązowe lub niebieskawoczarne, mniej żywe niż opiętek bruzdkowany i nieco ciemniejsze niż opiętek zwężony. Głowa zaopatrzona jest w duże oczy niemal stykające się z przednią krawędzią przedplecza. Wypukłe czoło nie ma głębokiej bruzdy podłużnej. Wierzchołkowe człony czułków samca są trójkątne. Przedplecze ma podwójną krawędź boczną i żeberka przy tylnych kątach. Tarczka wyposażona jest w dobrze widoczne żeberko poprzeczne. Przedpiersie ma płat przedni głęboko, nieco V-kształtnie wycięty. Wyrostek międzybiodrowy przedpiersia między biodrami odnóży przedniej pary przybiera nieco rombowaty kształt. U samca drugi z widocznych sternitów odwłoka pozbawiony jest dwóch guzków na krawędzi tylnej. Rowek wzdłuż krawędzi ostatniego widocznego sternitu przy wierzchołku odgięty do wewnątrz. 

## Ekologia i występowanie
Owad ten zasiedla lasy, polany oraz stare parki, ogrody i nasadzenia przydrożne. Larwy są kambio- i ksylofagiczne. Rozwój przechodzą w gałęziach drzew liściastych. Żerują głównie na dębach, w tym bezszypułkowym, omszonym, szypułkowym i Quercus × cerrioides, ale podawane są też z brzozy brodawkowatej, buka zwyczajnego, grabu zwyczajnego, grusz, kasztana jadalnego, klonu polnego, leszczyny pospolitej i lip. Osobniki dorosłe obserwuje się od kwietnia do sierpnia ze szczytem pojawu w czerwcu i lipcu. Bytują głównie w szczytowych partiach piętra koron.
Gatunek palearktyczny, znany z Hiszpanii, Francji, Niemiec, Szwajcarii, Austrii, Włoch, Polski, Czech, Słowacji, Węgier, Ukrainy, Rumunii, Bułgarii, Słowenii, Chorwacji, Bośni i Hercegowiny, Serbii, Czarnogóry, Albanii, Macedonii Północnej, Grecji, europejskiej części Rosji, europejskiej i anatolijskiej części Turcji oraz Zakaukazia.